# Вихід: Боги та царі
«Вихід: Боги та Царі» (англ. Exodus: Gods and Kings) — біблійний фільм сера Рідлі Скотта за мотивами Біла Колажа, Адама Купера, Стівена Заілляна і Джеффрі Кейна. У головних ролях: Крістіан Бейл, Джоел Едґертон, Джон Туртурро, Аарон Пол, Сігурні Вівер та Бен Кінґслі.

## Сюжет
Старозавітна історія про великого пророка Мойсея і звільнення єврейського народу з єгипетського полону. Мойсей з'явився на світ в ті часи, коли фараон наказав убивати всіх новонароджених хлопчиків єврейського походження. Щоб врятувати його, мати поклала малюка в кошик з очерету та відправила вниз по Нілу. Дитину знайшла дочка фараона, яка усиновила його і ростила поруч з Рамзесом — майбутнім фараоном. Багато років по тому, ставши чоловіком, Мойсей біжить з Єгипту, а потім повертається туди за велінням Господа, щоб позбавити свій народ від пут рабства…

## В ролях
- Крістіан Бейл — Мойсей
- Джоел Едґертон — Рамсес II
- Джон Туртурро — Сеті I
- Аарон Пол — Ісус Навин
- Бен Кінґслі — Нун
- Сігурні Вівер — Туя
- Марія Вальверде — Сепфора
- Індіра Варма — жриця
- Бен Мендельсон — намісник
- Хіам Аббасс — Біф'я
- Кеворк Малікян — Їтро
- Антон Александр — Дафан
- Тара Фітцджеральд — Міріам
- Гольшифте Фарахані — Нефертарі
- Дар Салім — Хіан
- Ендрю Тарбет — Аарон

## Фінансовий ефект
При бюджеті $140 млн фільм зібрав у США лише $65 млн..

## Суперечки
Критики сюжету фільму, присвяченого історії давнього Єгипту, закидають сценаристам численні антиісторичні помилки, зокрема, те, що вони базували його фабулу не на історичних фактах, а на «біблійній легенді».
Зокрема, персонажі фільму, давні єгиптяни, вбрані у сталеві обладунки грецько-римського типу, хоча давні єгиптяни не знали заліза.
Столиця давнього Єгипту, Меннефер (або Мемфіс), заставлений недобудованими пірамідами, хоча йдеться про час, коли піраміди вже майже 300 років як не будували (від часів піраміди Яхмоса, засновника XVIII династії). Причому у фільмі піраміди будують гебреї-раби, хоча насправді такого не могло бути, бо, за віруваннями давніх єгиптян, будівлі ритуального значення (а до них належали й піраміди) не могли споруджуватися з використанням примусової праці (факт будівництва за винагороду підтверджують державні витрати на їжу для робітників, про що свідчить Геродот).
Зрештою, критики сценарію посилаються на історичні дослідження, які заперечують «біблійну легенду» про вихід гебреїв із Єгипту та стверджують, що вони ніколи не мешкали в цій країні. Фараон Рамсес II не був втоплений в морі, як про це розповідає біблійна Книга «Вихід», а царював 66–67 років, прожив близько 90 років, а його мумія зберегається в Єгипетському музеї Каїру.
Критики посилаються на книгу «Розкопана Біблія» двох ізраїльських археологів й істориків, Ізраеля Фінкельштейна та Ніл-Ашера Зільбермана, які доводять, що після вигнання з Єгипту загарбників-гіксосів єгипетсько-ханаанський кордон охоронявся так ретельно, що велика група людей не могла перетнути його непоміченою, і про це були би зроблені записи.

### Мусульманська реакція і цензура
В ісламі Муса (Мойсей) вважається мусульманином і пророком Аллаха. 26 грудня 2014 року було оголошено, що Єгипет заборонив фільм через те, що цензори назвали «історичною неточністю».
Фільм був заборонений також у Марокко. За повідомленням BBC, «хоча марокканський державний кіноцентр дав фільму зелене світло, марокканський бізнес-сайт Medias24 заявив, що чиновники вирішили заборонити фільм до показу за день до прем'єри».
27 грудня 2014 року Об'єднані Арабські Емірати оголосили, що фільм не буде випущено в країні. «Ми виявили, що стрічка містить багато помилок, причому це стосуються не тільки ісламу, але й інших релігій. Таким чином, ми не випустимо його в ОАЕ», — заявив представник Національної медіа-ради Джума Убейд аль-Лім.

## Цікаві факти
- Актор Бен Кінґслі грав у схожому фільмі про Мойсея, в головній ролі — фільм студії Five Mile River Films — «Мойсей» у 1995 році.